# Krusty (banda)
Krusty es un dúo de hermanos de música cantopop de Hong Kong, formada por Jan Cheung (chino: 張詠恩, pinyin: Zhāng Yǒngēn) y Chucky (chino: 活 己 嵐, pinyin: Huo Jǐlán). El grupo fue creado por una compañía de producción música llamada "Silly Thing" en el 2005. Ambos se caracterizan por su excepcional habilidad en el baile, las melodías y la transmisión de la música movida y alegre. El dúo recibió un número considerable de contratos comerciales y publicitarios en su primer año. Entre sus clientes más importantes en el 2005, trabajaron con reconocidas marcas como  Panasonic, Esprit, Coca-Cola, Levi's, Sunday, Beauty Square, California Red Karaoke, Puma y 2% ODF.
Su primer álbum titulado, Hollo Krusty, fue lanzado en el 2005 y se dieron na conocer con su primer tema musical titulado "Krusty’s Wardrobe", hasta convertirse el hit # 1 en el "Hong Kong Music Bus" durante dos semanas.
Jan Cheung es la hermana mayor de Steven Cheung, líder de otros grupos de música cantopop como "Sun Boy'z" y "Ryan Cheung". Sus padre son de China y Países Bajos.
- Datos: Q6439447